# Johan Bargum

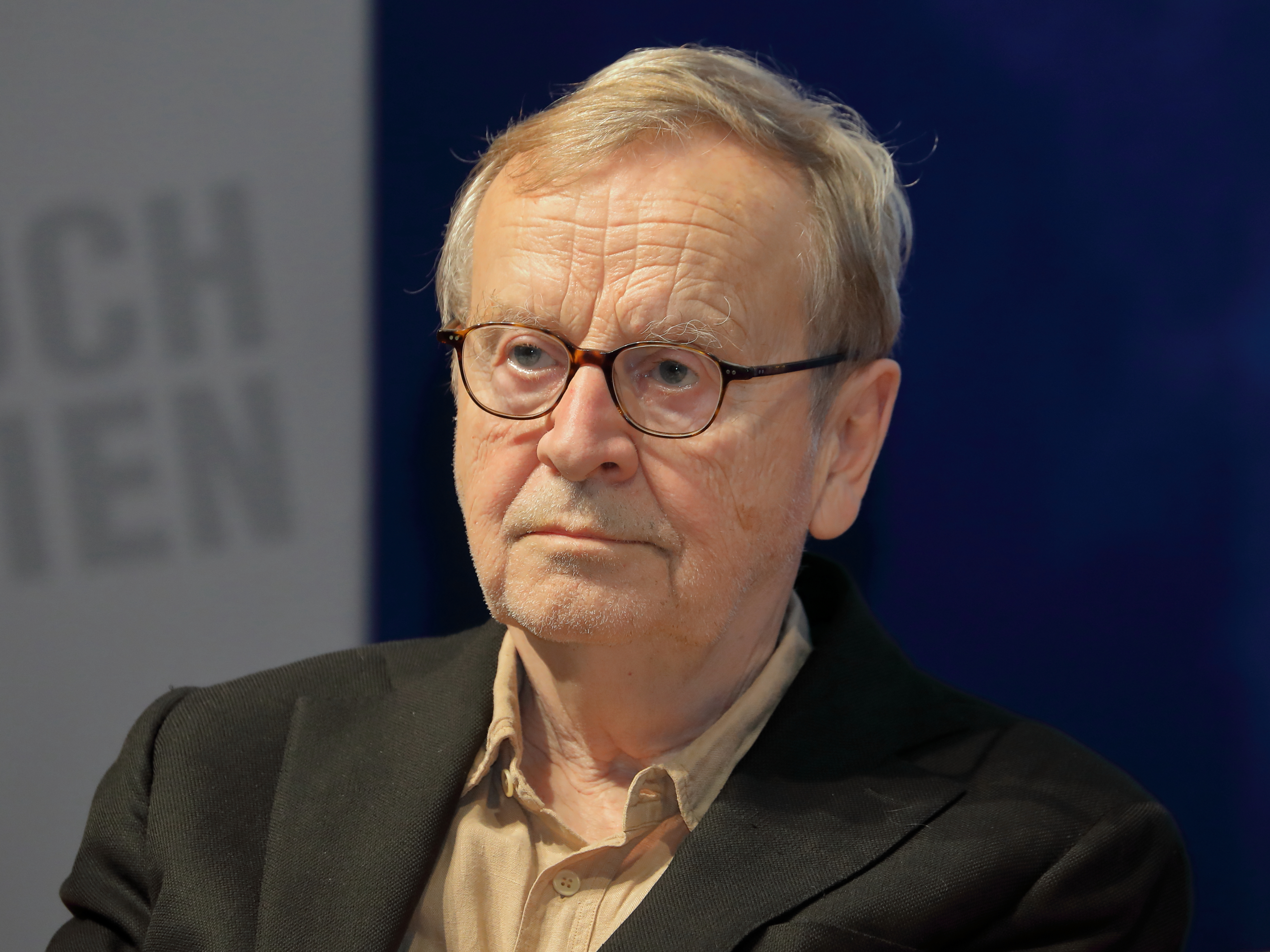
Johan Bargum

Johan Eric Ragnar Bargum (* 13. Mai 1943 in Helsinki) ist ein finnlandschwedischer Schriftsteller und Regisseur.

## Leben
Johan Bargum wurde 1943 in Helsinki geboren. Er studierte an der Universität Helsinki und arbeitet dort am Lilla Theatern. Er gehört zur schwedischsprachigen Minderheit in Finnland.
Bargum veröffentlichte mehrere Romane und Erzählungen, darunter die Romane Sensommar (zu deutsch: Nachsommer) und Der erste Schnee (Den första snön). Darüber hinaus schrieb er Drehbücher für Filme, Hörspiele und zahlreiche Theaterstücke. Eines seiner erfolgreichsten Stücke ist das gemeinsam mit Bengt Ahlfors geschriebene Stück Finns det tigrar i Kongo? (Gibt es Tiger im Kongo?).
Viele Theaterwerke Bargums sind für das Kinder- und Jugendtheater konzipiert, beispielsweise sein Stück Der erste Schnee, das auch als Roman für Kinder erschien, oder Nenn mich nicht Sissi! (Kalla mig inte Sessan!). Darin geht es um ein junges Mädchen Cecilia, deren Vater Per, Regisseur von Beruf, sich nicht um sie kümmert. Um die Aufmerksamkeit des Vaters zu bekommen, begibt sie sich in die Notaufnahme eines Krankenhauses und erzwingt so eine Auseinandersetzung mit ihrem Vater.
Bargums Werke wurden in verschiedene Sprachen übersetzt, darunter Englisch, Französisch, Deutsch, Russisch, Spanisch, Italienisch sowie verschiedene skandinavische Sprachen. Seine Theaterstücke werden weltweit aufgeführt.

## Rezeption
Das Portal femundo würdigte den Roman "Nachsommer" als ein fein beobachtetes Familienportrait:

„Ein kurzer Roman, der die Konflikte und Gefühle der Beteiligten andeutet, ohne alles Geschehene zu Ende zu erzählen. Ein Buch wie ein impressionistisches Gemälde, das sich auf die groben Linien und die Stimmung konzentriert.“

## Ehrungen
- 2007 Karl-Emil-Tollander-Preis

## Werke

### Prosa
- Septembernovelle. Mare Verlag, 2014, ISBN 978-3-86648-193-0.
- Der erste Schnee, Kinderbuch. Carl Hanser Verlag, München 2009, ISBN 978-3-446-23319-5.
- Sensommar. Söderström & Co., 1993, ISBN 951-52-1464-5.
- Nachsommer. Mare Verlag, Hamburg 2018, ISBN 978-3-86648-260-9

### Theaterstücke
- Der erste Schnee. Aus dem Schwedischen von Regine Elsässer. Theaterverlag Hofmann-Paul, Berlin 2002. (Uraufführung: Lilla Teatern, Helsinki, 5. März 1996)
- Nenn mich nicht Sissi!. Aus dem Schwedischen von Regine Elsässer. Theaterverlag Hofmann-Paul, Berlin 2002. (Uraufführung: 1996, dt. Erstaufführung. 22. Januar 2009, Aktionstheater Kassel)
- Gibt es Tiger im Kongo? (gemeinsam mit Bengt Ahlfors). Aus dem Schwedischen von Renate Beer, Kiepenheuer Bühnenvertriebs GmbH, 2001. (Uraufführung: Lilla Teatern, Helsinki, 1986; deutsche Erstaufführung: Theater im Bauturm, Köln, 1987)

### Hörspiele
- Das Startkapital. Aus dem Schwedischen von Verena Reichel. WDR, Köln 1994. (Regie: Angeli Backhausen)